# Муруев, Матвей Львович
Матвей Львович Муруев (14 октября 1929 — 31 июля 2008) — передовик советского сельского хозяйства, старший табунщик колхоза «Путь к социализму» Нукутского аймака Усть-Ордынского Бурятского автономного округа Иркутской области, Герой Социалистического Труда (1949).

## Биография
Родился 14 октября 1929 года в деревне Бутукей, ныне Нукутского района Иркутской области, в семье бедного бурятского крестьянина.
В 1942 году окончил сельскую школу и в тринадцатилетнем возрасте стал работать конюхом в колхозе «Путь к социализму». С 1943 года он работал колхозным табуноводом. 
Колхоз занимался разведением легконогих скакунов. Поставка велась в Красную армию, в шахты и на лесозаготовки.
В табуне у Муруева насчитывалось 1170 лошадей.      
Указом Президиума Верховного Совета СССР от 27 июня 1949 года за успехи в деле развития сельского хозяйства и получение высоких показателей по производству продуктов сельского хозяйства Матвею Львовичу Муруеву было присвоено звание Героя Социалистического Труда с вручением ордена Ленина и золотой медали «Серп и Молот».
Проживал в селе Новоленино Иркутской области. Умер 31 июля 2008 года.  

## Награды
За трудовые заслуги был удостоен:
- золотая медаль «Серп и Молот» (27.06.1949)
- орден Ленина (27.06.1949)
- другие медали.